# Jean Craane
Jean-Jacques Bernard Craane (Willemstad, 17 luglio 2003) è un calciatore olandese di Sint Maarten, nato a Curaçao, centrocampista o attaccante del Soualiga e della Selezione di Sint Maarten.

## Carriera

### Club
Debutta nel 2018 con il Soualiga.

### Nazionale
Ha preso parte a 5 partite del torneo CONCACAF U-20 nel 2018.
Nello stesso anno, a 15 anni, esordisce nella massima selezione nella partita della CONCACAF Nations League 2019-2020 contro Haiti, disputata il 10 settembre. Nella seconda presenza, nell'amichevole contro Anguilla, segna il gol del vantaggio della partita poi conclusasi sull'1-1.

## Statistiche

### Cronologia presenze e reti in nazionale
| Cronologia completa delle presenze e delle reti in nazionale ― Sint Maarten | Cronologia completa delle presenze e delle reti in nazionale ― Sint Maarten | Cronologia completa delle presenze e delle reti in nazionale ― Sint Maarten | Cronologia completa delle presenze e delle reti in nazionale ― Sint Maarten | Cronologia completa delle presenze e delle reti in nazionale ― Sint Maarten | Cronologia completa delle presenze e delle reti in nazionale ― Sint Maarten | Cronologia completa delle presenze e delle reti in nazionale ― Sint Maarten | Cronologia completa delle presenze e delle reti in nazionale ― Sint Maarten |
| Data                                                                        | Città                                                                       | In casa                                                                     | Risultato                                                                   | Ospiti                                                                      | Competizione                                                                | Reti                                                                        | Note                                                                        |
| --------------------------------------------------------------------------- | --------------------------------------------------------------------------- | --------------------------------------------------------------------------- | --------------------------------------------------------------------------- | --------------------------------------------------------------------------- | --------------------------------------------------------------------------- | --------------------------------------------------------------------------- | --------------------------------------------------------------------------- |
| 22-8-2018                                                                   | Philipsburg                                                                 | Sint Maarten                                                                | 1 – 1                                                                       | Anguilla                                                                    | Amichevole                                                                  | -                                                                           |                                                                             |
| 11-9-2018                                                                   | Port-au-Prince                                                              | Haiti                                                                       | 13 – 0                                                                      | Sint Maarten                                                                | CONCACAF Nations League 2019-2020 - Qualificazioni                          | -                                                                           |                                                                             |
| 23-3-2019                                                                   | The Valley                                                                  | Sint Maarten                                                                | 4 – 3                                                                       | Saint-Martin                                                                | CONCACAF Nations League 2019-2020 - Qualificazioni                          | -                                                                           | 85’                                                                         |
| 7-9-2019                                                                    | Les Abymes                                                                  | Isole Vergini Americane                                                     | 1 – 2                                                                       | Sint Maarten                                                                | CONCACAF Nations League 2019-2020 - 1º turno                                | -                                                                           |                                                                             |
| 3-6-2022                                                                    | Oranjestad                                                                  | Sint Maarten                                                                | 1 –                                                                         | Isole Vergini Americane                                                     | CONCACAF Nations League 2022-2023 - 1º turno                                | -                                                                           | 77’ 79’                                                                     |
| 14-6-2022                                                                   | Providenciales                                                              | Turks e Caicos                                                              | 2 – 0                                                                       | Sint Maarten                                                                | CONCACAF Nations League 2022-2023 - 1º turno                                | -                                                                           | 77’                                                                         |
| 25-3-2023                                                                   | Frederiksted                                                                | Sint Maarten                                                                | 6 – 1                                                                       | Bonaire                                                                     | CONCACAF Nations League 2022-2023 - 1º turno                                | -                                                                           | 85’                                                                         |
| 29-3-2023                                                                   | Frederiksted                                                                | Isole Vergini Americane                                                     | 1 – 2                                                                       | Sint Maarten                                                                | CONCACAF Nations League 2022-2023 - 1º turno                                | -                                                                           | 73’                                                                         |
| Totale                                                                      |                                                                             | Presenze                                                                    | 8                                                                           |                                                                             | Reti                                                                        | 0                                                                           |                                                                             |